# Turdoides rufescens
El turdoide cingalés (Turdoides rufescens) es una especie de ave paseriforme de la familia Leiothrichidae endémica de Sri Lanka. En el pasado, era considerada una subespecie del turdoide matorralero, Turdoides striatus.

## Hábitat
Su hábitat es la selva tropical, y rara vez se ve fuera de las selvas profundas. Esta especie, como la mayoría de los charlatanes, no es migratoria, y tiene alas redondeadas cortas y un vuelo débil.
A pesar de que su hábitat está en peligro, se presenta en todos los bosques de la zona húmeda, y es bastante común en los sitios principales como Kitulgala y Sinharaja. Construye su nido en un árbol, oculto en densas masa de follaje. La puesta normal es de dos o tres huevos de color azul verdoso profundo.

## Descripción

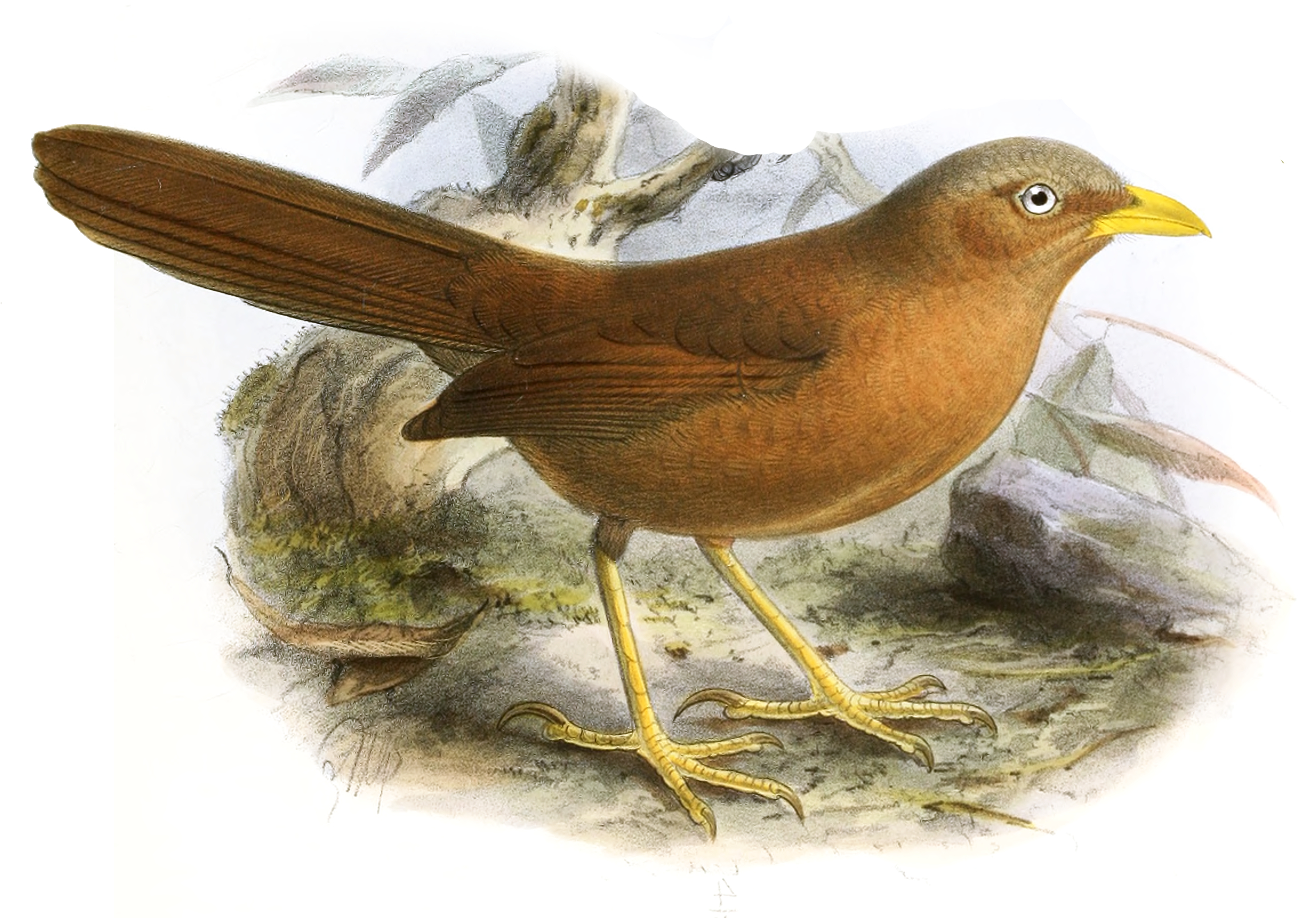
Turdoides rufescens por John Gerrard Keulemans

Son de color marrón claro a naranja en la parte inferior, y tienen un tono ligeramente más oscuro en la parte superior. La corona y la nuca son de color gris, y el pico es de color naranja.
Vive en bandadas de siete a diez o más pájaros. Es un ave ruidosa, y la presencia de una bandada puede ser conocida generalmente a cierta distancia por el parloteo continuo, chirridos y un pitido agudo producido por sus miembros. Por lo general es el primer signo de que una alimentación de especies mixtas rebaño, tan característico de los bosques húmedos de Asia, se encuentra en las proximidades. Se alimenta principalmente de insectos, pero también come bayas.

## En la cultura
En Sri Lanka, esta ave es conocida como rathu demalichcha en idioma cingalés.
Este ave aparece en un sello postal de 10 rupias de Sri Lanka.